# U-216
U-216 – niemiecki okręt podwodny (U-Boot) typu VII D z okresu II wojny światowej. Okręt wszedł do służby w 1941. Jedynym dowódcą był Oblt. Karl-Otto Schultz.
Włączony do 5. Flotylli U-Bootów w ramach szkolenia, 1 września 1942 przeniesiony do 9. Flotylli jako jednostka bojowa.
Okręt odbył jeden patrol bojowy, podczas którego zatopił jeden statek o pojemności 4989 BRT.
Zatopiony 20 października 1942 na południowy zachód od Irlandii bombami głębinowymi przez samolot B-24 Liberator. Zginęła cała – 45-osobowa załoga.